# Lac de Jade
Le lac de Jade est un lac situé au sud de la péninsule Loranchet sur la Grande Terre, l'île principale des Kerguelen dans les Terres australes et antarctiques françaises (TAAF).

## Géographie

### Situation
Le lac de Jade est situé à 300 m d'altitude au sud de la péninsule Loranchet, entre le mont Pégoud (716 m) et le Grand Plateau (environ 700 m). Petit lac de forme ovoïde, il s'étend sur environ 260 mètres de longueur et 150 mètres de largeur maximales pour 4,2 ha de superficie, au sein d'une dépression qui collecte les eaux de pluie et de fonte des neiges des monts environnants.
Son exutoire, situé au sud-ouest, est une rivière qui, après un méandre épousant le terrain, rejoint le lac de la Malchance qu'elle alimente en contrebas avant de se jeter dans l'océan Indien au niveau de la baie Inconnue.

### Toponyme
Le lac doit son nom – attribué en 1966 par le géographe H. de Corbiac et confirmée 1967 par la commission de toponymie des îles Kerguelen – à la couleur de ses eaux.